# Quasipaa jiulongensis
Quasipaa jiulongensis är en groddjursart som först beskrevs av Huang och Liu 1985.  Quasipaa jiulongensis ingår i släktet Quasipaa och familjen Dicroglossidae. IUCN kategoriserar arten globalt som sårbar. Inga underarter finns listade i Catalogue of Life.